# Mont Pancherot
Il Mont Pancherot (pron. fr. AFI: [pɑ̃ʃəʁo]) è una montagna di 2614 m s.l.m. delle Alpi Pennine, in Valle d'Aosta. Si trova in Valtournenche e domina l’omonimo comune.
Sulla vetta è posto il bivacco Giuseppe Usella, sempre chiuso e riservato alla Forestale.

## Salita alla vetta
È possibile salire alla vetta partendo da Les Perrères o da Valtournenche in circa 4 ore. 
Si sale fino alla Finestra di Cignana (2445 m s.l.m.) e si prosegue per il sentiero n° 7 fino a raggiungere la vetta.